# Покрет слободних грађана
Покрет слободних грађана (скраћено ПСГ) либерална је политичка организација у Србији.

## Историја
Саша Јанковић је био на функцији државног омбудсмана и као такав је често критиковао праксу власти коју предводе СНС и Александар Вучић. То га је позиционирало међу бирачима као портпарола опозиције и довело до тога да ужива релативно висок рејтинг у односу на актуелне опозиционе вође и политичаре. Пошто му се ближио крај мандата, одлучио је да поднесе оставку и да се кандидује на председничким изборима заказаним за април 2017. године. Његову најзапаженију подршку дала је Демократска странка, која је одлучила да подржи Јанковића, а не да има свог кандидата. То му је помогло да створи релативно јединствен фронт против Вучића на предстојећим изборима.
После избора, Јанковић, који је завршио на другом месту са 16,3% гласова, одлучио је да оснује сопствени политички покрет, уместо да се придружи Демократској странци. Његов покрет „Апел 100”, формиран ради прикупљања подршке интелектуалаца и других угледних грађана за своју председничку кандидатуру, претворен је у политичку организацију, Покрет слободних грађана.
Неки од оснивача Покрета су Горан Марковић, Здравко Шотра, Никола Ђуричко, Сергеј Трифуновић, Србијанка Турајлић, Борка Павићевић и Владо Георгиев. Многи оснивачи су напустили Покрет, оптужујући Јанковића да га води као своје „предузеће” и открили да Јанковићева супруга има огроман утицај на вођење Покрета. После оптужби, Председништво Покрета одржало је хитну седницу на којој је Јанковић понудио оставку, што је Председништво одбило. Ова превирања унутар Покрета навела су политичке аналитичаре и друге опозиционе вође и политичаре да доводе у питање капацитет Јанковића и Покрета да воде опозицију против Вучићеве власти.
Јанковић је 17. децембра поднео оставку. Кандидати за новог председника били су глумац Сергеј Трифуновић и адвокат Александар Оленик. Избори су одржани 26. јануара 2019. године, а Трифуновић је победио са 60% гласова. Оленик и већина других високих функционера напустили су покрет и најавили стварање нове странке, Грађански демократски форум.
Трифуновић је подржао протесте против Вучића. Покрет је 6. фебруара потписао споразум са људима заједно са осталим опозиционим странкама. Након девет месеци протеста и неуспешног окончања преговора уз посредовање Факултета политичких наука и невладиних организација Универзитета у Београду, Трифуновић је августа 2019. године написао отворено писмо Дејвиду Макалистеру, председнику Спољнополитичког одбора Европског парламента, тражећи од њега да размисли о омогућавању међустраначког дијалога. Прва рунда међустраначког дијалога у Србији уз посредовање Европског парламента одржана је два месеца касније.
Дана 17. маја 2022. године, ПСГ је гласао за пријем Демократске партије Косова (ДПК), чији је оснивач Хашим Тачи, у чланство Либералне мреже југоисточне Европе.

## Идеологија
Либерална је политичка организација, која обухвата и социјални либерализам и економски либерализам. Такође подржава приступање Србије Европској унији. Члан је Либералне мреже југоисточне Европе и придружени је члан Савеза либерала и демократа за Европу.

## Председници Покрета слободних грађана
| Бр. | Председник        | Председник | Година рођења | Почетак мандата     | Завршетак мандата   |
| --- | ----------------- | ---------- | ------------- | ------------------- | ------------------- |
| 1.  | Саша Јанковић     |            | 1970.         | 21. мај 2017.       | 17. децембар 2018.  |
| 2.  | Сергеј Трифуновић |            | 1972.         | 26. јануар 2019.    | 27. септембар 2020. |
| 3.  | Павле Грбовић     |            | 1993.         | 27. септембар 2020. | данас               |

## Резултати на изборима

### Парламентарни избори
| Година | Вођа              | # гласова | % од важећих | # посланика | Промена | Коалиција | Влада         |
| ------ | ----------------- | --------- | ------------ | ----------- | ------- | --------- | ------------- |
| 2020.  | Сергеј Трифуновић | 50.765    | 1,58%        | 0 / 250     | 0       |           | без посланика |
| 2022.  | Павле Грбовић     | 520.469   | 14,09%       | 3 / 250     | 3       | УС        | опозиција     |
| 2023.  | Павле Грбовић     | 902.450   | 24,32%       | 3 / 250     | 0       | СПН       | опозиција     |

### Председнички избори
| Година | Кандидат      | #  | 1. круг — гласови | %     | #                | 2. круг — гласови | %                | Детаљи                    |
| ------ | ------------- | -- | ----------------- | ----- | ---------------- | ----------------- | ---------------- | ------------------------- |
| 2017.  | Саша Јанковић | 2. | 597.728           | 16,35 | без другог круга | без другог круга  | без другог круга |                           |
| 2022.  | Здравко Понош | 2. | 698.538           | 18,84 | без другог круга | без другог круга  | без другог круга | кандидат Уједињене Србије |

### Покрајински избори
| Година | Вођа              | # гласова        | % од важећих     | # посланика | Промена | Коалиција | Влада            |
| ------ | ----------------- | ---------------- | ---------------- | ----------- | ------- | --------- | ---------------- |
| 2020.  | Сергеј Трифуновић | није учествовала | није учествовала | 0 / 120     | 0       |           | ванпарламентарна |
| 2023.  | Павле Грбовић     | 215.197          | 22,55            | 2 / 120     | 2       | СПН       | опозиција        |

### Избори за одборнике Скупштине града Београда
| Година | Вођа          | # гласова | % од важећих | # посланика | Промена | Коалиција            | Влада            |
| ------ | ------------- | --------- | ------------ | ----------- | ------- | -------------------- | ---------------- |
| 2018.  | Саша Јанковић | 154.147   | 18,93        | 8 / 110     | 8       | Листа Драгана Ђиласа | опозиција        |
| 2022.  | Павле Грбовић | 195.335   | 21,78        | 0 / 110     | 8       | УС                   | ванпарламентарна |
| 2023.  | Павле Грбовић | 325.429   | 35,39        | 3 / 110     | 3       | СПН                  | опозиција        |
| 2024.  | Павле Грбовић | 84.337    | 12,39        | 2 / 110     | 1       | Бирам Београд        | опозиција        |